# José Laínez

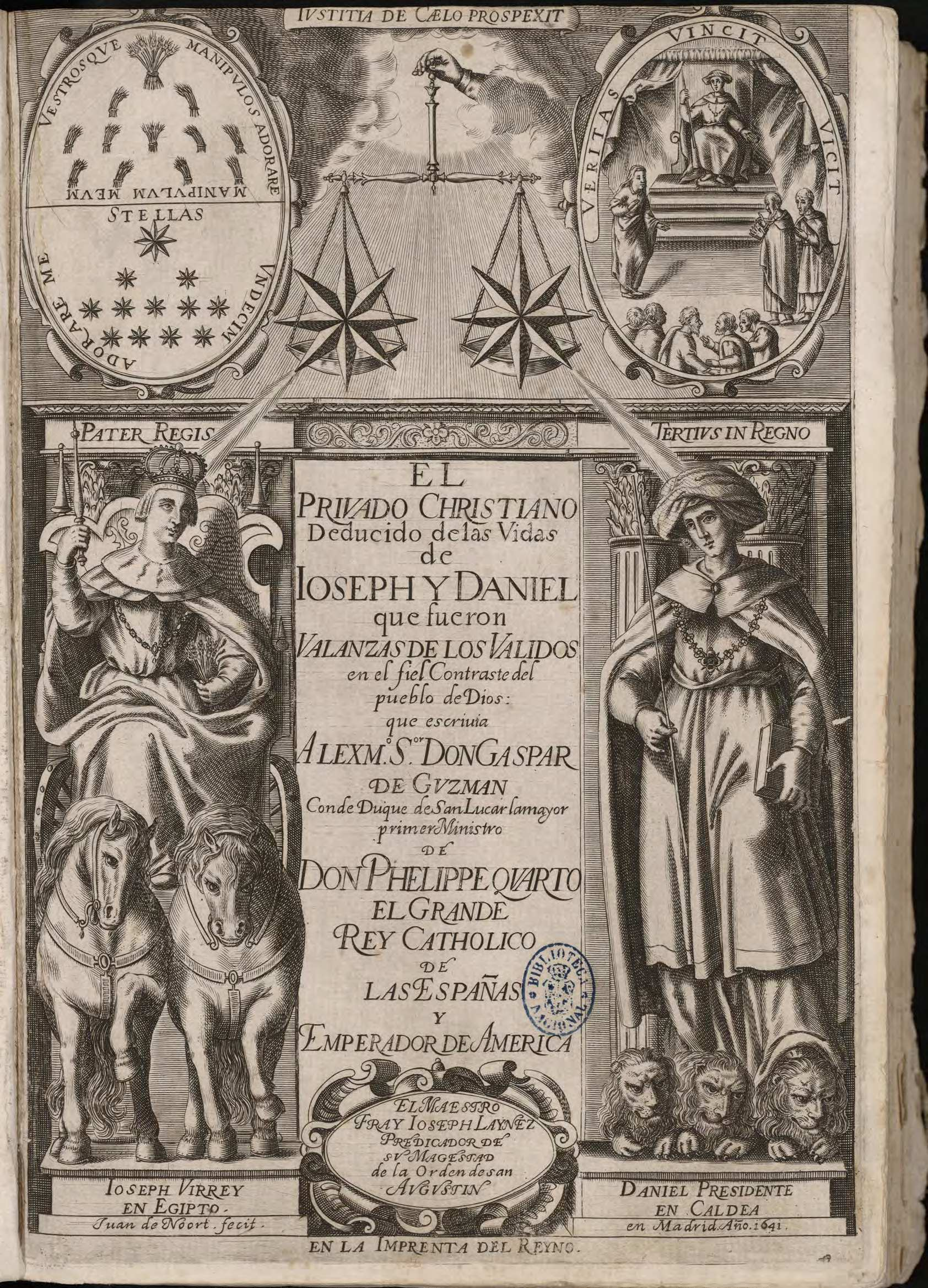
Juan de Noort, portada calcográfica de El privado christiano, Madrid, en la Imprenta del Reino, 1641. Biblioteca Nacional de España.

José Laínez, Laynez o  fray José de la Madre de Dios (Madrid, c. 1590-Guadix, 14 de octubre de 1667) fue un religioso agustino, escritor político y predicador de Felipe IV, obispo electo de Solsona y titular de Guadix-Baza.

## Biografía
Nacido en Madrid, hijo de un contador de la Real Audiencia, antes de 1611 profesó como agustino recoleto descalzo; lector de Teología en el colegio de San Nicolás de Alcalá de Henares y en el colegio de su orden en la Universidad de Salamanca, en 1621 obtuvo en el capítulo de Valencia dispensa para pasar a la regla calzada, gracias a lo cual pudo trasladarse al convento de San Felipe el Real de Madrid, donde tuvo la oportunidad de predicar para Felipe IV, aunque el nombramiento de predicador real no llegó hasta 1635, después de una temporada en Toledo. En 1642 fue nombrado obispo de Solsona, cargo que no llegó a ocupar por la Guerra de los Segadores. 
Designado obispo de la diócesis de Guadix-Baza en 1653, se enfrentó al cabildo al poco de tomar posesión, al descubrir un desfalco. Enfrentado a los canónigos, prefirió residir un tiempo en Baza, pero permaneció en el cargo hasta su muerte, en 1667, y fue sepultado en su catedral de Guadix, que había contribuido a restaurar.

## Obra
Como fray José de la Madre de Dios publicó en 1619 Los dos estados de Nínive, cautiva y libertada, deducidos del libro de Jonás profeta, donde entre temas dispares hacía una defensa del gobierno y del valimiento al que atribuía un origen providencial. Serán estos últimos los temas que le ocupen en la obra que más fama le daría, a pesar de algunos plagios: El privado cristiano deducido de la vidas de José y Daniel, que fueron balanza de los validos, impresa en Madrid en 1641, donde tomando como modelo las figuras bíblicas de José y Daniel justificaba la figura del valido. El libro se ilustra bellamente con grabados de Juan de Noort, entre ellos el retrato de Olivares en un óvalo en forma de escudo con la inscripción clipeus philippi (escudo de Felipe). Por su adicción al conde-duque de Olivares había incluso tropezado en torno a 1631 con la Inquisición, que recogió un panegírico escrito en latín que había dedicado al valido, del que ningún ejemplar se ha conservado y del que únicamente se tiene noticia por el escrito que él mismo publicó en su defensa, contando con el parecer favorable de fray Hortensio Félix Paravicino: Apología o defensa del Padre fray Joseph Laynez de la Orden de S. Agustín del Panegírico que compuso al excelentísimo señor Conde Duque (Pamplona, 1631).
Con una técnica semejante —modelos bíblicos para extraer conclusiones políticas— e insistiendo en la defensa del valimiento aun tras la caída de Olivares, en 1644 publicó El Daniel cortesano de Babilonia (...) Privado de siete monarcas, caldeos, persas y medos, glosando las obras de los tratadistas anteriores sobre las cuestiones propias de la política cristiana, el valimiento y la guerra, y en 1653 El Josué esclarecido caudillo, vencedor de reyes y gentes, con un criterio más pragmático.
Algunos de los sermones que predicó ante el rey los recogió en Sermones varios que predicados en diferentes ocasiones escribía a D. Felipe IV el piadoso, Madrid, 1645.